# Черкасов Сергій Федорович
Сергій Черкасов (17 вересня 1952) — радянський  футболіст, захисник херсонського клубу «Кристал».

## Ігрова кар'єра
Більшу частину своєї професійної ігрової кар'єри присвятив херсонському клубові «Кристал», входить в десятку гравців, які провели найбільше матчів за історію клубу (199, 8 місце).

Статистика гравця
| Сезон | Клуб               | Матчі | Голи |
| ----- | ------------------ | ----- | ---- |
| 1976  | Кристал (Херсон)   | 36    | 1    |
| 1977  | Кристал (Херсон)   | 39    | 2    |
| 1978  | Кристал (Херсон)   | 44    | 1    |
| 1979  | Кристал (Херсон)   | 42    | 1    |
| 1980  | Кристал (Херсон)   | 38    | 0    |
| 1977  | Зірка (Кіровоград) | 5     | ?    |